# Albert Francis Blakeslee
Albert Francis Blakeslee (9 novembre 1874 - 16 novembre 1954) est un botaniste américain. Il est surtout connu pour ses recherches sur la stramoine vénéneuse et la sexualité des champignons. Il est le frère du spécialiste de l'Extrême-Orient George Hubbard Blakeslee (en).

## Biographie
Albert Francis Blakeslee est né le 9 novembre 1874 à Geneseo (New York), d'Augusta Miranda Hubbard Blakeslee et de Francis Durbin Blakeslee, un pasteur méthodiste.
Blakeslee fréquente l'université Wesleyenne et obtient son diplôme en 1896. À Wesleyan, Blakeslee pratique plusieurs sports et remporte des prix académiques en mathématiques et en chimie.
Il obtient une maîtrise de l'université Harvard en 1900 et un doctorat en 1904. Il étudie également à l'université de Halle-Wittenberg en Allemagne de 1904 à 1906.
Blakeslee utilise la stramoine comme organisme modèle pour ses recherches génétiques. Ses expériences comprennent l'utilisation de la colchicine pour obtenir une augmentation du nombre de chromosomes, ce qui ouvre un nouveau champ de recherche, la création de polyploïdes et d'aneuploïdes artificiels et l'étude des effets phénotypiques de la polyploïdie et des chromosomes individuels. Après avoir obtenu son diplôme de Wesleyan, Blakeslee enseigne au Montpelier Seminary dans le Vermont, ainsi qu'à l'East Greenwich Academy.
Son premier poste de professeur est au Connecticut Agricultural College, maintenant connu sous le nom d'université du Connecticut. Il est embauché par la Carnegie Institution en 1915, dont il devient finalement le directeur. En 1941, Blakeslee prend sa retraite de la Carnegie Institution et retourne à l'université, acceptant un poste de professeur au Smith College. Il continue à diriger la station d'expérimentation génétique du Smith College. À Smith, il effectue ses recherches sur la stramoine.
Blakeslee épouse Margaret Dickson Bridges en 1919. Blakeslee est décédé à Northampton (Massachusetts) le 16 novembre 1954, à 80 ans.
Il reçoit le prix Bowdoin pour cette découverte de la fusion sexuelle chez les champignons.

## Publications
- Blakeslee, « Sexual reproduction in the Mucorineae », Proceedings of the American Academy of Arts and Sciences, vol. 40, no 4,‎ 1904, p. 203–328 (DOI 10.2307/20021962, JSTOR 20021962, lire en ligne)
- Blakeslee, « Zygospore formation a sexual process », Science, series 2, vol. 19, no 492,‎ 1904, p. 864–866 (PMID 17812855, DOI 10.1126/science.19.492.864, Bibcode 1904Sci....19..864B, lire en ligne)
- Blakeslee, « Two conidia-bearing fungi », Botanical Gazette, vol. 40, no 3,‎ 1905, p. 161–170 (DOI 10.1086/328664, S2CID 84464925)
- « Zygospore germinations in the Mucorinae », Annales Mycologici, vol. 4, no 1,‎ 1906, p. 1–28
- Blakeslee, « Zygospores and sexual strains in the common bread mould, Rhizopus nigricans », Science, series 2, vol. 24, no 604,‎ 1906, p. 118–222 (PMID 17772189, DOI 10.1126/science.24.604.118, Bibcode 1906Sci....24..118B, lire en ligne)
- « New England trees in winter », Bulletin of the Storrs Agricultural Experiment Station, vol. 69,‎ 1911, p. 307–578
- « Conjugation in the heterogamic genus Zygorhynchus », Mycologische Centralblatt, vol. 2,‎ 1913, p. 241–244, plates 1–2
- Trees in winter. Their study, planting, care and identification, New York, Macmillan Company, 1913 (lire en ligne)
- Blakeslee, A.F. et Avery, B.T., « Mutations in the Jimson weed », Journal of Heredity, vol. 10, no 3,‎ 1919, p. 111–120 (DOI 10.1093/oxfordjournals.jhered.a101893)
- Blakeslee, A.F. et Warmke, H.E., Size of Seed and Other Criteria of Polyploids, 1938 (lire en ligne)
- Warmke, H.E. et Blakeslee, A.F., « Sex Mechanism In Polyploids Of Melandrium », Science, vol. 89, no 2313,‎ 1939, p. 391–392 (PMID 17742784, DOI 10.1126/science.89.2313.391, Bibcode 1939Sci....89..391W)
- Blakeslee, A.F., The Induction of Polyploids and Their Genetic Significance, 1941 (lire en ligne)